# Nettwerk
Nettwerk Music Group is een Canadees platenlabel en overkoepelende naam voor Nettwerk Records, Nettwerk Management, en Nettwerk One Publishing.
Nettwerk werd opgericht in Vancouver in 1984 door Terry McBride, Mark Jowett, Ric Arboit en Dan Fraser, als platenlabel voor de band Moev. Het label groeide en breidde zich internationaal uit, waarmee het tegenwoordig een van de grootste onafhankelijke platenlabels is.
Het label specialiseert zich in de genres alternatieve rock, indie rock, en elektronische muziek.

## Artiesten
Huidige of voormalige artiesten bij het label zijn:
- Admiral Fallow
- Alyx Ander
- Angel Snow
- Ash Koley
- Austin Basham
- Boxed In
- BOY
- Boy & Bear
- Caroline Pennell
- Chadwick Stokes
- Coves
- Cub Sport
- Current Swell
- Dia
- Dispatch

- Eddie Berman
- Family of the Year
- Frazey Ford
- Good Old War
- Gossling
- Great Lake Swimmers
- Guster
- Harrison Brome
- Hermitude
- Joshua Hyslop
- Lily Kershaw
- Linying
- Lùisa
- Milo Greene
- Morgan Page

- Mr. Little Jeans
- Old Crow Medicine Show
- Old Sea Brigade
- Oliver Englafjord
- Paris Paloma
- Passenger
- Peter Murphy
- Radical Face
- River Matthews
- Royal Canoe
- Run River North
- Savoir Adore
- Scars of 45
- Schwarz Dont Crack
- Shane54
- Sinéad O'Connor

- State Radio
- Stu Larsen
- SYML
- The Bamboos
- The Once
- The Outdoor Type
- The Paper Kites
- The Trews
- The Veils
- The Weepies
- Twin Bandit
- Wanting Qu
- William Fitzsimmons
- Xavier Rudd & The United Nations